# Partido animalista
El Partido animalista, creado en 2016, es un partido político francés dedicado a la defensa de los animales.

## Histórico

### Formación
La idea de un partido animalista en Francia se desarrolla en el año 2014.
Declarado en el Periódico oficial de las Asociaciones Francesas el 14 de marzo de 2016, el partido se crea el 14 de noviembre de 2016 con siete personas: Samuel Airaud, Héléna Besnard, Nathalie Dehan, Isabelle Dudouet-Bercegeay, Melvin Josse y Hélène Thouy. Se une a una dinámica internacional iniciada por el partido neerlandés Partido por los animales y participa en encuentros internacionales que unen a diferentes partidos animales por la defensa de estos.

### Escrutinio de 2017
El Partido animalista se presenta por primera vez a un escrutinio durante las elecciones legislativas de 2017. Su objetivo durante estas elecciones no es de obtener escaños pero de comunicar acerca de la causa animal. Por razones de presupuesto, solo puede presentar un número limitado de candidatos. Varias personalidades comprometidas en la causa animal son candidatas : es el caso de la periodista Elise Desaulniers y de la pianista Vanessa Wagner. Los carteles del partido no contienen ni nombre, ni foto de candidatos, pero presentan un gatito (cachorro).
Durante las elecciones legislativas, el Partido animalista obtiene unos 64 000 votos, es decir un promedio de 1,1% de los votos expresados en las 142 circunscripciones donde se presenta (hasta 2,9% en Alta Córcega). Como sus candidatos superan el 1% de los votos expresados en 86 circunscripciones (más del límite de 50 circunscripciones), llega a obtener un financiamiento público : sus resultados son retribuidos de un poco más de 90 000 euros/año durante cinco años. Pero por haber presentado 62% de mujeres, tiene que pagar penalidades por no respeto de la paridad 
El mismo año, el Partido animalista presenta una lista a las elecciones senatoriales de París, conducida por Hélène Thouy, que obtiene 10 votos (0,34% de los votos expresados).

### Elecciones al Parlamento Europeo de 2019
El Partido animalista presenta a las Elecciones al Parlamento Europeo de 2019 una lista dirigida por la abogada burdigalense Hélène Thouy, cofundadora del partido, seguida de Eddine Ariztegui, responsable de equipo en el entorno asociativo. Apoyada por Brigitte Bardot, la lista se compone también del escritor y cronista de televisión Henry-Jean Servat, y la viuda del ex primer ministro Michel Rocard, Sylvie Rocard
En esas elecciones, el partido ingresa el grupo Animal Politics EU, una coalición de una docena de partidos animalistas europeos. 
A pesar de que se otorgó a los electores un número limitado de boletas, el Partido animalista se ve acreditado de 2,17% de los votos expresados. Ese resultado es considerado como una sorpresa para los medios. No obstante, la líder, Hélène Thouy, denuncia un «fraude masivo», afirmando que varios centros electorales no presentaban las boletas de su lista a pesar de que el partido había pagado.

### Votaciones de 2020 y 2021
En septiembre de 2019, el partido responde por la negativa a la propuesta de David Cormand, secretario nacional de EELV, para unas listas comunes a las elecciones municipales de 2020. Posteriormente, el partido anuncia una decena de listas — compuestas «de personas de todas las sensibilidades políticas» — y también una decena de alianzas locales: con Europa Ecología Los Verdes en París, con Francia Insumisa en Angers o en Orleans o con la Unión de los Demócratas e Independientes en Fontenay-aux-Roses. 
Tras esa votación, el Partido animalista obtiene sus primeros escaños:
| Nombre                     | Ciudad                                     | Lista           | Atribución                                                                                  |
| -------------------------- | ------------------------------------------ | --------------- | ------------------------------------------------------------------------------------------- |
| Emmanuelle Gabali-Bonnehon | Boulogne-Billancourt                       | LR              |                                                                                             |
| Cécile Collet              | Fontenay-aux-Roses                         | UDI             |                                                                                             |
| Sandra Krief               | Grenoble                                   | EELV            | Delegada para la condición animal                                                           |
| Giovanni Recchia           | Melun                                      | Diversos centro |                                                                                             |
| Eddine Arizetgui           | Montpellier                                | EELV - PS       | Vigésimo cuarto adjunto, a cargo del bienestar animal                                       |
| Séverine Figuls            | Nantes                                     |                 | Delegada al animal en la ciudad y a la biodiversidad                                        |
| Grégory Moreau             | XI Distrito de París (consejo de distrito) | EELV - PS       | Tercer adjunto, a cargo de la alimentación durable, de la condición animal y de la limpieza |
| Douchka Markovic           | XVIII Distrito de París (consejo de París) | EELV - PS       | Delegada a la condición animal                                                              |
| Violeta Rouba              | Rambouillet                                |                 |                                                                                             |
| Sandrine Jamar-Martine     | Saint-Denis                                | Divers gauche   |                                                                                             |
| Véronique Sahun            | Vitrolles                                  |                 |                                                                                             |
| Sandra Afonso-Machado      | Brétigny-sur-Orge                          |                 |                                                                                             |

En las elecciones regionales del año siguiente, el Partido animalista se presenta en dos listas, en Nueva Aquitania con Europa Ecología Los Verdes y en Isla de Francia con Francia Insumisa, donde obtiene un escaño.

### Elecciones presidenciales de 2022
El Partido animalista anuncia el 1 de julio de 2021 que Hélène Thouy será candidata a las Elecciones presidenciales de Francia de 2022 con el fin «de imponer la cuestión animal en el debate nacional».

### Elecciones de 2024
El Partido Animalista presenta una lista para las elecciones europeas de 2024, encabezada por Hélène Thouy.
Apoyados por la ex actriz Brigitte Bardot, cuya fundación está comprometida con la causa animal, así como por el monje budista Matthieu Ricard y el cómico Greg Guillotin, obtuvo 495.866 votos, el 2% de los sufragios emitidos. Un resultado cercano al obtenido en las elecciones europeas de 2019. En aquel entonces, el partido dio la sorpresa al obtener el 2,17% de los votos y quedar justo por detrás del Partido Comunista Francés. Este año, este último vuelve a estar por delante, pero todavía por un pequeño margen, ya que Léon Deffontaines se lleva el 2,36% de los votos.
El resultado de las elecciones europeas de 2024 no alcanzó el objetivo inicial del 5%, lo que habría permitido al Partido Animalista obtener sus primeros eurodiputados.
Tras la disolución de la Asamblea Nacional por Emmanuel Macron a raíz de los resultados históricos de la extrema derecha en las elecciones europeas, el Parti animaliste, sin apoyar por ejemplo al Nuevo Frnete Popular, declaró que no presentaría ningún candidato a las elecciones legislativas.

## Causas y objetivos
La ideología del Partido animalista está centrada en los derechos animales. Esta característica « monotemática » condujo al partido a rechazar alianzas con otras formaciones políticas.
Las medidas que defiende son particularmente: la abolición de la corrida y de la pelea de gallos o la creación de una carta de los derechos de los animales. Tiene como objetivo, entre otros, la creación de un ministerio o de una secretaria dedicados a la causa animal, a la lucha contra el maltrato y contra la experimentación animal y a la reducción de un 25% del consumo de productos de origen animal en la alimentación al horizonte 2025.
El partido milita también por el avance de las condiciones de cría prohibiendo la producción de piel, el cebado (de los palmípedos en particular), la castración, el descuerne, la amputación de la cola, el recorte del pico, el desplume (del animal vivo), la matanza de pollitos (molidos vivos), etc. El partido desea la supresión al horizonte 2025 de la cría en jaulas o la prohibición del sacrificio de animales sin insensibilización. Propone la instauración de una comida vegetariana una vez a la semana en los comedores escolares.

## Dirección
Está dirigido por una oficina compuesta de siete personas: Antoine Stathoulias, Catherine Hélayel, Douchka Markovic, Florence Juralina, Hélène Thouy, Pierre Mazaheri y Muriel Fusi.
Anteriormente, la copresidencia ha sido garantizada por Eddine Ariztegui, Héléna Besnard, Isabelle Dudouet-Bercegeay, Isabelle Yvos, Laure Gisie, Stéphanie Chagnon, Valentin Bernard y Yaël Angel.

## Apoyo y adherentes
El partido reivindica 1 000 adherentes en abril de 2017 y 2 000 en julio de 2017.
La filósofa Corine Pelluchon y la comediante Christine Berrou le aportan en 2017 su apoyo. El mismo año, el periodista Aymeric Caron pide, sin poder obtenerlo, que Jean-Luc Mélenchon y Benoit Hamon le otorguen al Partido animalista dos escaños en la Asamblea nacional. En las elecciones al Parlamento Europeo de 2019, la antigua actriz y militante de la causa animal Brigitte Bardot invitó a la gente a votar por el partido, después de haber sugerido que su nombre iba a figurar en la lista.
A nivel europeo, la líder parlamentaria neerlandesa del Partido por los animales, Marianne Thieme, se felicita de la creación de un partido animalista en Francia. El diputado portugués André Silva, de Personas-Animales-Naturaleza, compartió ese entusiasmo.

## Resultados electorales

### Elecciones legislativas
| Año  | Primer turno | Primer turno | Escaños |
| Año  | Votos        | %            | Escaños |
| ---- | ------------ | ------------ | ------- |
| 2017 | 63 637       | 0,3          | 0/577   |
| 2022 | 255 712      | 1,12         | 0/577   |

### Elecciones al Parlamento Europeo
| Año  | Votos   | %    | Líder de lista | Lugar | Escaños |
| ---- | ------- | ---- | -------------- | ----- | ------- |
| 2019 | 490 074 | 2,16 | Hélène Thouy   | 11.º  | 0/79    |
| 2024 | 495 936 | 2,00 | Hélène Thouy   | 10.º  | 0/79    |